# Dobra (Turek)
Dobra é um município da Polônia, na voivodia da Grande Polônia e no condado de Turek. Estende-se por uma área de 1,84 km², com 1 414 habitantes, segundo os censos de 2016, com uma densidade de 768,5 hab/km².